# Селевк IV
Селевк IV Філопатор (дав.-гр. Σέλευκος Δ' Φιλοπάτωρ; 217 до н. е. — 175 до н. е.) — цар Держави Селевкідів у 187–175 до н. е.
Під час правління Селевка при його дворі з'явилося дуже багато вихідців з Мілету які утворили два протилежних угруповування.
Був вбитий своїм сановником Геліодором. Дослідники пов'язують вбивство басилевса з його проримською політикою та неспроможністю припинити розпад держави.